# Yang Liyu
Yang Liyu (楊立瑜S, Yáng LìyúP; Chongqing, 13 febbraio 1997) è un calciatore cinese, attaccante del Beijing Guoan.

## Carriera
Nato a Chongqing, inizia a giocare a calcio all'età di 13 anni per una scuola calcio locale (Hubei Youth) e nel 2013 durante un torneo locale viene notato e tesserato dal Wuhan Zhuoer, dove gioca 2 stagioni. Nel 2015 viene acquistato dal Gondomar in Portogallo. Mette in luce il suo talento anche in Portogallo nella formazione Primavera. Nell'estate 2015 viene aggregato nella seconda squadra del Gondomar. Mette in luce anche in quel settore, tanto che il 1º gennaio 2016 firma il suo primo contratto da professionista con il Gondomar fino alla fine della stagione portoghese. Fa il suo debutto con il club il 6 maggio 2016, in occasione della partita persa per 0-1 in casa dell'Anadia, dov'è stato espulso nel 56'.
Il 25 gennaio 2017 viene annunciato il suo ritorno in Cina in prestito al Tianjin Teda fino alla fine della stagione cinese. Fa il suo debutto in campionato cinese il 4 aprile 2016, in occasione della partita persa per 2-0 in casa dell'SD Luneng. Nel giugno 2017 viene convocato per la prima volta in Chinese FA Cup, apparendo per la prima volta il 21 giugno 2017, in occasione della partita persa per 0-1 nello Stadio Centro Olimpico di Tientsin contro l'SD Luneng. Mette a segno il suo primo gol in campionato cinese il 9 agosto 2017, in occasione della partita ospite contro il Yanbian Fude persa per 2-0.
Il 1º gennaio 2018 viene acquistato dal Guangzhou E. per 175.000 euro fino alla fine della stagione 2022. Fa il suo debutto con il club il 14 febbraio 2018, in occasione della partita di AFC Champions League finita con un pareggio di 1-1 in casa del Guangzhou Evergrande. Nel febbraio 2018 viene convocato per la prima volta in Chinese FA Cup, apparendo per la prima volta il 25 febbraio 2018, in occasione della partita vinta per 0-1 in casa del YC Helanshaun. Fa parte della rosa che vince la Supercoppa di Cina, entrando in campo soltanto una volta. Fa il suo esordio in campionato cinese il 2 marzo 2018, in occasione della partita casalinga persa per 4-5 contro il Guangzhou R&F, mettendo a segno il suo primo assist all'esordio.
Mette a segno il suo primo gol in campionato cinese l'11 agosto 2018, in occasione della partita ospite persa per 3-2 contro il Changchun Yatai. Segna il suo primo gol in AFC Champions League il 10 aprile 2019, nella partita casalinga contro il Melbourne Victory vinta per 4-0. Mette a segno il suo primo gol in Chinese FA Cup il 29 maggio 2019, nella partita casalinga contro il Beijing Renhe vinta per 5-0, segnando anche 2 assist.

## Statistiche

### Presenze e reti nei club
| Stagione                    | Squadra                     | Campionato                  | Campionato | Campionato | Coppe nazionali | Coppe nazionali | Coppe nazionali | Coppe continentali | Coppe continentali | Coppe continentali | Altre coppe | Altre coppe | Altre coppe | Totale | Totale |
| Stagione                    | Squadra                     | Comp                        | Pres       | Reti       | Comp            | Pres            | Reti            | Comp               | Pres               | Reti               | Comp        | Pres        | Reti        | Pres   | Reti   |
| --------------------------- | --------------------------- | --------------------------- | ---------- | ---------- | --------------- | --------------- | --------------- | ------------------ | ------------------ | ------------------ | ----------- | ----------- | ----------- | ------ | ------ |
| 2016-2017                   | Gondomar                    | CP                          | 6          | 0          | -               | -               | -               | -                  | -                  | -                  | -           | -           | -           | 6      | 0      |
| Totale Gondomar             | Totale Gondomar             | Totale Gondomar             | 6          | 0          | -               | -               | -               | -                  | -                  | -                  | -           | -           | -           | 6      | 0      |
| 2017                        | Tianjin Teda                | CSL                         | 26         | 2          | CFC             | 1               | 0               | -                  | -                  | -                  | -           | -           | -           | 27     | 2      |
| 2018                        | Tianjin Teda                | CSL                         | 0          | 0          | -               | -               | -               | -                  | -                  | -                  | -           | -           | -           | 0      | 0      |
| Totale Tianjin Teda         | Totale Tianjin Teda         | Totale Tianjin Teda         | 26         | 2          |                 | 1               | 0               | -                  | -                  | -                  | -           | -           | -           | 27     | 2      |
| 2018                        | Guangzhou E.                | CSL                         | 18         | 2          | CFC             | 2               | 0               | AFC                | 2                  | 0                  | SC          | 1           | 0           | 23     | 2      |
| 2019                        | Guangzhou E.                | CSL                         | 12         | 2          | CFC             | 1               | 1               | AFC                | 6                  | 1                  | -           | -           | -           | 19     | 4      |
| Totale Guangzhou Evergrande | Totale Guangzhou Evergrande | Totale Guangzhou Evergrande | 30         | 4          |                 | 3               | 1               |                    | 8                  | 1                  |             | 1           | 0           | 42     | 6      |
| Totale carriera             | Totale carriera             | Totale carriera             | 62         | 6          |                 | 4               | 1               |                    | 8                  | 1                  |             | 1           | 0           | 75     | 8      |

### Cronologia presenze e reti in nazionale
| Cronologia completa delle presenze e delle reti in nazionale ― Cina | Cronologia completa delle presenze e delle reti in nazionale ― Cina | Cronologia completa delle presenze e delle reti in nazionale ― Cina | Cronologia completa delle presenze e delle reti in nazionale ― Cina | Cronologia completa delle presenze e delle reti in nazionale ― Cina | Cronologia completa delle presenze e delle reti in nazionale ― Cina | Cronologia completa delle presenze e delle reti in nazionale ― Cina | Cronologia completa delle presenze e delle reti in nazionale ― Cina |
| Data                                                                | Città                                                               | In casa                                                             | Risultato                                                           | Ospiti                                                              | Competizione                                                        | Reti                                                                | Note                                                                |
| ------------------------------------------------------------------- | ------------------------------------------------------------------- | ------------------------------------------------------------------- | ------------------------------------------------------------------- | ------------------------------------------------------------------- | ------------------------------------------------------------------- | ------------------------------------------------------------------- | ------------------------------------------------------------------- |
| 9-12-2017                                                           | Tokyo                                                               | Corea del Sud                                                       | 2 – 2                                                               | Cina                                                                | Coppa dell'Asia orientale 2017                                      | -                                                                   |                                                                     |
| 12-12-2017                                                          | Tokyo                                                               | Giappone                                                            | 2 – 1                                                               | Cina                                                                | Coppa dell'Asia orientale 2017                                      | -                                                                   | 83’                                                                 |
| 16-12-2017                                                          | Tokyo                                                               | Cina                                                                | 1 – 1                                                               | Corea del Nord                                                      | Coppa dell'Asia orientale 2017                                      | -                                                                   | 73’                                                                 |
| 11-6-2019                                                           | Guangzhou                                                           | Cina                                                                | 1 – 0                                                               | Tagikistan                                                          | Amichevole                                                          | -                                                                   | 61’                                                                 |
| 27-1-2022                                                           | Saitama                                                             | Giappone                                                            | 2 – 0                                                               | Cina                                                                | Qual. Mondiali 2022                                                 | -                                                                   | 89’                                                                 |
| Totale                                                              |                                                                     | Presenze                                                            | 5                                                                   |                                                                     | Reti                                                                | 0                                                                   |                                                                     |

| Cronologia completa delle presenze e delle reti in nazionale ― Cina olimpica | Cronologia completa delle presenze e delle reti in nazionale ― Cina olimpica | Cronologia completa delle presenze e delle reti in nazionale ― Cina olimpica | Cronologia completa delle presenze e delle reti in nazionale ― Cina olimpica | Cronologia completa delle presenze e delle reti in nazionale ― Cina olimpica | Cronologia completa delle presenze e delle reti in nazionale ― Cina olimpica | Cronologia completa delle presenze e delle reti in nazionale ― Cina olimpica | Cronologia completa delle presenze e delle reti in nazionale ― Cina olimpica |
| Data                                                                         | Città                                                                        | In casa                                                                      | Risultato                                                                    | Ospiti                                                                       | Competizione                                                                 | Reti                                                                         | Note                                                                         |
| ---------------------------------------------------------------------------- | ---------------------------------------------------------------------------- | ---------------------------------------------------------------------------- | ---------------------------------------------------------------------------- | ---------------------------------------------------------------------------- | ---------------------------------------------------------------------------- | ---------------------------------------------------------------------------- | ---------------------------------------------------------------------------- |
| 9-1-2018                                                                     | -                                                                            | Cina olimpica                                                                | 3 – 0                                                                        | Oman olimpica                                                                | Coppa d'Asia AFC Under-23                                                    | 1                                                                            |                                                                              |
| 12-1-2018                                                                    | -                                                                            | Uzbekistan olimpica                                                          | 1 – 0                                                                        | Cina olimpica                                                                | Coppa d'Asia AFC Under-23                                                    | -                                                                            |                                                                              |
| 15-1-2018                                                                    | -                                                                            | Cina olimpica                                                                | 1 – 2                                                                        | Qatar olimpica                                                               | Coppa d'Asia AFC Under-23                                                    | -                                                                            | 33’                                                                          |
| Totale                                                                       |                                                                              | Presenze                                                                     | 3                                                                            |                                                                              | Reti                                                                         | 1                                                                            |                                                                              |

## Palmarès

### Club

#### Competizioni nazionali
- Supercoppa di Cina: 1

Guangzhou Evergrande: 2017/2018